# Lvovské ghetto
Lvovské ghetto (německy Ghetto Lemberg, polsky getto we Lwowie, v jidiš לעמבערגער געטא‎, Lemberger geto a ukrajinsky Львівське гето, Ľvivs'ke heto) bylo třetí největší ghetto (po Varšavě a Lodži) zřízené německou okupační správou v roce 1941. Ghetto bylo otevřeno 8. listopadu 1941 a zaniklo v červenci 1943, Židé z ghetta byli deportováni do koncentračních táborů Belzec a Janiv.

## Pogromy
Před zřízením ghetta po dobytí Lvova německou armádou proběhly dva pogromy, od 30. června do 2. července a od 25. do 29. července 1941. Během meziválečného období měl Lvov třetí největší židovskou komunitu v Polsku. Počet židovských obyvatel se zvýšil na více než 200 000 poté, co uprchlíci utekli před nacisty. Podle památníku Jad Vašem bylo jednotkami Einsatzgruppen, ukrajinskými nacionalisty a ukrajinskými milicemi zavražděno 6 000 Židů.
Po pogromech se v září 1941 začalo s výstavbou ghetta.

## Ghetto
Po pogromech nastoupil nový SS- und Polizeiführer ve Lvově, Fritz Katzmann. Ten nařídil výstavbu ghetta nedaleko starého města, jen pár bloků od Rynku. Ghetto bylo otevřeno 8. listopadu 1941. Až 80 tisíc židů se mělo nastěhovat do ghetta, a sice do 15. listopadu 1941. Čtvrť Zamarstynów (dnes Zamarcyniv) byla určena pro židovskou čtvrť, ta před válkou byla jedna z nejchudších čtvrtí Lvova. Německá policie také zahájila sérii selekcí v rámci akce nazvané "Akce pod mostem", kdy bylo zastřeleno 5 000 starých a nemocných Židů, kteří přecházeli pod železničním mostem na ulici Pełtewna (Židy nazývaným most smrti). Nakonec bylo do nového ghetta nahnáno 110 až 120 tisíc Židů. Životní podmínky v něm byly mimořádně špatné a navíc ghetto bylo silně přelidněné. Například příděly potravin přidělené Židům se podle odhadů rovnaly pouze 10 % německých a 50 % ukrajinských nebo polských přídělů.

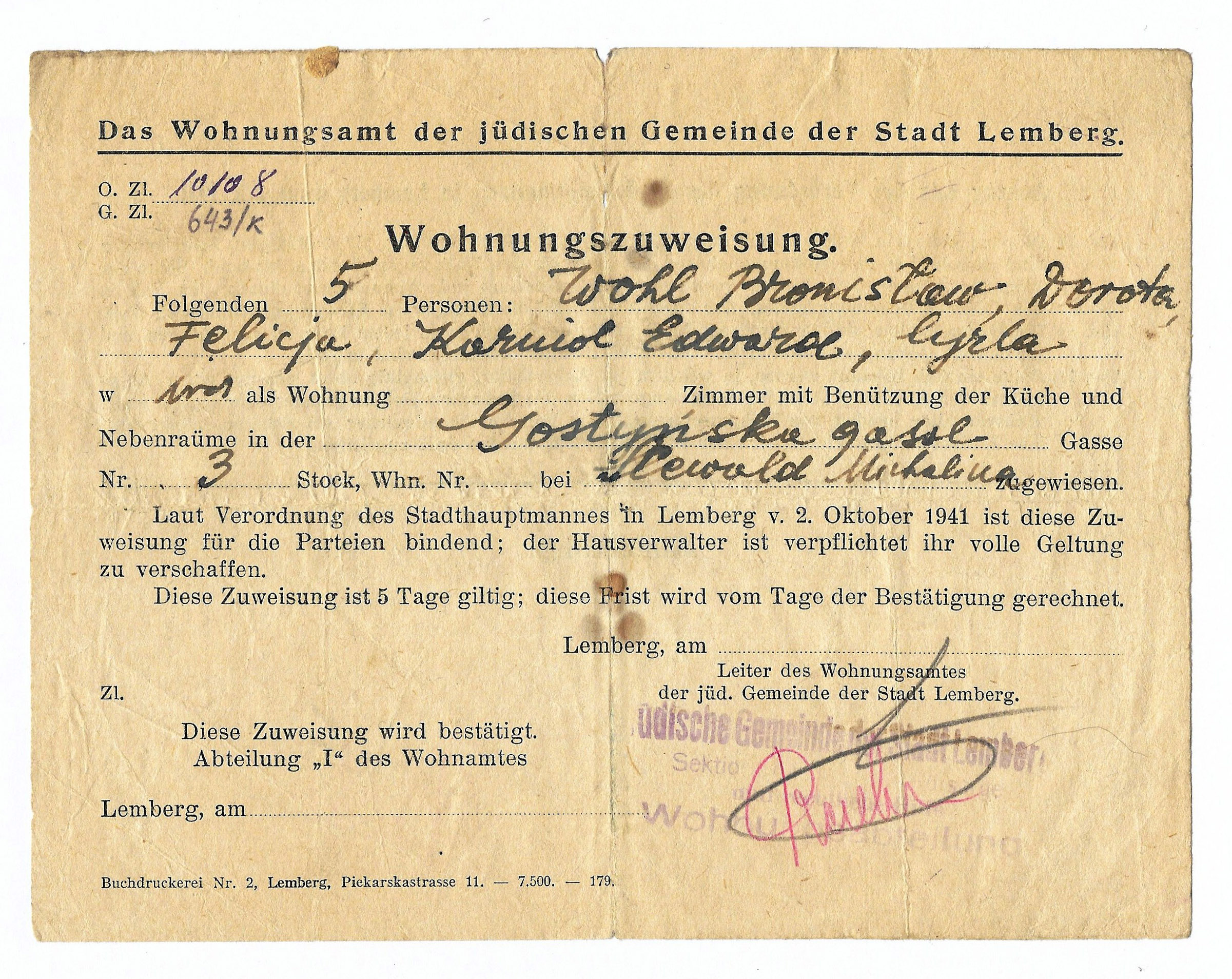
Povolení k pobytu ve lvovském ghettu

V ghettu také fungovala židovská policie, ta nosila bývalé uniformy polské policie před válkou, přičemž  polský znak byl nahrazen davidovou hvězdou a novými písmeny J.O.L. na různých místech uniformy. Na policii sloužilo 500 až 750 Židů.

## Likvidace ghetta
Lvovské ghetto bylo jako první z ghett, která deportovala židy do vyhlazovacích táborů pod operací Reinhard. Mezi 16. březnem a 1. dubnem 1942 bylo přibližně 15 000 Židů odvezeno na nádraží v Kleparówě a deportováno do vyhlazovacího tábora Belzec. Ostatní Židé, stále žijící v ghettu, buď byli střílení, nebo pracovali pro gestapo, speciálně u nedalekého tábora Janiv. 
Mezi 10. a 31. srpnem 1942 bylo deportováno až 50 tisíc židů do koncentračního tábora Janiv a později i do vyhlazovacího tábora Belzec. V samotém ghettu probíhalo rabování a popravy židů jak od Judenratu, tak i od židovské policie. Přibližně 65 tisíc Židů zůstalo v zimě bez topení a hygienických zařízení, což vedlo k vypuknutí epidemie skvrnitého tyfu.
Mezi 5. a 7. lednem 1943 bylo za městem na příkaz Fritze Katzmanna zastřeleno dalších 15 000 až 20 000 Židů, včetně posledních členů Judenratu. Z ghetta se stalo Judenlager Lemberg, neboli Židovský tábor Lvov, kde pracovalo legálně asi 12 tisíc židů ale nelegálně zde přebývaly také ženy a děti. Na začátku června 1943 se Němci rozhodli ukončit existenci židovské čtvrti a jeho obyvatel. Když nacisté vstoupili do ghetta, setkali se s ojedinělými projevy ozbrojeného odporu, při nichž čelili granátům a Molotovům. Němci a jejich ukrajinští kolaboranti přišli o 9 mrtvých a 20 zraněných, většina Židů se však snažila ukrýt v dříve připravených úkrytech či bunkrech. V důsledku toho bylo mnoho budov vypáleno, aby byli Židé vylezli ze svých úkrytů. Některým Židům se podařilo uprchnout nebo se ukrýt v kanalizaci.
26. června 1944 osvobodila město rudá armáda, ve městě zbylo dle Židovského prozatímního výboru ve Lvově pouze 823 Židů. Slavný přeživší ghetta byl Simon Wiesenthal, známý jako lovec nacistů.